# Grb Kambodže
Grb Kambodže simbol je kambodžanskog kraljevstva. Grb postoji od 1953. godine. Zlatne je boje s brojnim mitskim, monarhističkim i vjerskim detaljima. Ispod grba je traka s natpisom na kmerskom jeziku "preah'jao krung Kampuchea" (Kralj Kraljevine Kambodže).

## Također pogledajte
- Zastava Kambodže